# Bicycloprop-2-enyl
Bicycloprop-2-enyl (C6H6) is een organische verbinding en een van de valentie-isomeren van benzeen. De verbinding kan beschreven worden als twee aan elkaar gekoppelde cyclopropeenringen. De positie van dubbele binding kan variëren. Er zijn twee isomeren bekend: bicycloprop-1,2-enyl en bicycloprop-1-enyl.

## Synthese
In 1989 is de synthese van de drie isomeren beschreven door Billups en Haley. Het 1,1-isomeer werd in twee stappen uit 1,4-bis(trimethylsilyl)buta-1,3-dieen gevormd. Reactie van die verbinding met methyllithium en dichloormethaan introduceert twee cyclopropaanringen in de molecule. Het gevormde bis(2-chloor-3-(trimethylsilyl)cyclopropan-1-yl) wordt blootgesteld aan TBAF. In deze tweede reactie bindt fluor aan de trimethylsilylgroep, waarbij een dubbele binding gevormd wordt en het chlooratoom als chloride de verbinding verlaat.

## Eigenschappen en reacties
In aanwezigheid van zilverionen reageert bicycloprop-2-enyl tot dewarbenzeen. Met cyclopentadieen kan de stof afgevangen worden. Boven −10 °C ontleedt de stof waarbij ook polymerisatie optreedt.
Uit röntgendiffractie blijkt de centrale bindingslengte relatief kort is: 150,3 pm.
De twee andere isomeren, waarbij minstens een dubbele binding aan de centrale binding grenst, zijn veel instabieler dan bicycloprop-2-enyl. Bicycloprop-1-enyl kan alleen aangetoond worden door het tijdens zijn vorming al af te vangen.